# Гертруда фон Баден
Гертруда фон Баден (на немски: Gertrud von Baden; † пр. 30 март 1225) е принцеса на Баден и чрез женитба графиня на Дагсбург от 1211 до 1215 г.

## Живот
Тя е единствената дъщеря на маркграф Херман IV фон Баден († 1190) и Берта фон Тюбинген († 1169). Сестра е на Херман V фон Баден, маркграф на Маркграфство Баден от 1190 до 1243 г.
Гертруда се омъжва през 1180 г. за граф Албрехт II фон Егисхайм и Дагсбург († 1211), син на граф Хуго X фон Дагсбург († сл. 1178) и Луитгарт фон Зулцбах († сл. 1163). Раждат им се двама сина и една дъщеря. Синовете им са убити през 1202 г. при турнир в Белгия и така благородническият род на Етихонидите с Албрехт II през 1211 г. измира по мъжка линия. Наследница на графството Дагсбург става дъщеря им Гертруда фон Дагсбург. Гертруда се жени три пъти и графството остава на третия ѝ съпруг Симон фон Лайнинген, който основава линията Лайнинген-Дагсбург.

## Деца
- Хайнрих († 1202)
- Вилхелм († 1202)
- Гертруд фон Дагсбург († 30 март 1225); 1-ви брак 1215 г. с херцог Теобалд I от Лотарингия († 1220), 2-ри брак 1217 г. с граф Теобалд IV от Шампан (1201 – 1253), 3-ти брак 1224 г. със Симон фон Лайнинген († 1234/1236), син на граф Фридрих II фон Лайнинген и Саарбрюкен († 1237).